# Вагн Гольмбоє
Вагн Гюльдинг Гольмбоє (20 грудня 1909 — 1 вересня 1996) — данський композитор і педагог.

## Біографія
Вагн Гольмбоє народився у Горсенсі, Ютландія, у купецькій родині відданих музикантів-аматорів. Обоє батьків грали на піаніно. Його батько заробляв на життя як виробник фарб і лаків у Horsens. Його старшим братом був данський журналіст Кнуд Гольмбоє.
З 14 років Вагн брав уроки гри на скрипці. У 1926 році, у віці 16 років, він почав формальне музичне навчання у Королівській данській консерваторії у Копенгагені за рекомендацією Карла Нільсена. Навчався у Кнуда Єппесена (теорія) та Фінна Хоффдінга (композиція).
Після закінчення навчання у 1929 році він переїхав до Берліна, де на короткий період Ернст Тох став його вчителем. Під час перебування у столиці Німеччини він познайомився з піаністкою та художницею Румунії Метою Мей Граф (1910—2003) із Сібіу/Германнштадта. Вона навчалася у Музичній школі Берліна з 1929 року, одним із її вчителів був Пауль Гіндеміт. Пара одружилася у 1933 році та виїхала з Берліна до Румунії, де вони відвідали маловідомі та віддалені села та вивчали трансільванську народну пісню. Згодом вони переїхали до Данії, оселившись у столиці, Копенгагені, у 1934 році. У той час як його дружина Мета відмовилася від музичної кар'єри, щоб зайнятися образотворчим мистецтвом, зокрема фотографією, Вагн давав приватні уроки музики та почав складати власні композиції у цей період. Багато з ранніх композицій ніколи не виконувалися. Подібно до досліджень, які він уже проводив у Румунії, він продовжив вивчення народної пісні, провів багато польових робіт по всій Данії, включно з Фарерськими островами та Гренландією. Багато композицій явно пов'язані з фольклором, зокрема пісні інуїтів, є результатом цієї діяльності.
З 1941 до 1949 рік він був викладачем у Королівському інституті для сліпих, а з 1950 до 1965 рік викладав у Королівській консерваторії у Копенгагені, у 1955 році його призначили там професором. До цього він також працював музичним критиком у данській щоденній газеті «Politiken» з 1947 до 1955 рік.
Серед учнів Вагна Гольмбоє були Пер Норгорд, Іб Нергольм, Бент Лоренцен, Арне Нордхайм, Егіл Говланд й Алан Стаут.
Вагн і його дружина Мета купили ділянку землі на озері Арресо у Рамлезе/Зеландія у 1940 році, де вони створили ферму «Arre Boreale» у 1950-х роках і провели решту свого життя разом там. Вагн Гольмбоє був затятим любителем природи, він жив у сільській місцевості до своєї смерті у 1996 році і протягом багатьох років особисто посадив 3000 дерев на своїй ділянці землі.

## Музика
Гольмбоє створив близько 370 творів, зокрема 13 симфоній, три камерні симфонії, чотири симфонії для струнних, 20 струнних квартетів, численні концерти, одну оперу та пізню серію прелюдій для камерного оркестру, а також багато хорової та іншої музики на додаток до його ранніх творів, які ніколи не отримували опуси. Його останній твір, 21-й струнний квартет, «Quartetto sereno», завершив його учень Пер Норгорд.
Музичні метаморфози тематичних або мотивних фрагментів характеризують більшість його творів між 1950 та 1970 роками; у цьому відношенні його музика схожа на музику, написану Яном Сібеліусом на початку XX століття. Його ранні твори демонструють вплив східноєвропейських композиторів, як-от Бела Барток; у його творчості також видно вплив Ігоря Стравінського, Карла Нільсена та Дмитра Шостаковича.

## Основні роботи
(М.— Мета число — для Метаморфози. Можна також сказати, що його назвали на честь його дружини, Мети Мей Гольмбо… система числення, створена проф. )
- Симфонії
  - Симфонія № 1, 1935, для камерного оркестру, M. 85
  - Симфонія № 2, 1938–9, М. 107
  - Симфонія № 3, 1941, Sinfonia rustica, M. 126
  - Симфонія № 4, 1941, Sinfonia sacra для хору з оркестром, M. 132
  - Симфонія № 5, 1944, М. 145
  - Симфонія № 6, 1947, М. 155
  - Симфонія № 7, 1950, М. 167
  - Камерна симфонія № 1, 1951, М. 171
  - Симфонія № 8, 1952, Sinfonia boreale, M. 175
  - Sinfonia in memoriam, 1954–5, М. 185
  - Симфонія I для струнних, M. 194
  - Симфонія II для струнних, M. 196
  - Симфонія III для струнних, M. 200
  - Симфонія IV для струнних, М. 215 (Кайрос)
  - Симфонія № 9, 1967–9, М. 235
  - Камерна симфонія № 2, 1968, М. 240
  - Камерна симфонія № 3, 1969–70, М. 246
  - Симфонія № 10, 1970–2, M. 250 (прем'єра Детройтського симфонічного оркестру під керівництвом Сікстена Ерлінга)
  - Симфонія № 11, 1980–1, М. 304
  - Симфонія № 12, 1988, М. 338
  - Симфонія № 13, 1993–4, М. 362
- Концерти
  - Кілька (близько двадцяти), в тому числі особливо
    - Концерт для труби і камерного оркестру з оркестром, що складається з двох валторн і струнних — написаний в 1948 році, М. 157. Одинадцятий із серії з 13 концертів з камерним оркестром, які спочатку називалися «камерні концерти»
    - Концерт для віолончелі, 1974–9, М. 273
    - Концерт блокфлейти, 1974, М. 275
    - Концерт для флейти № 1, 1975–6, M. 279
    - Концерт для туби, 1976, М. 280
    - Концерт для флейти № 2, 1981–2, M. 307
- Струнні квартети
  - Двадцять один написаний (за винятком численних ненумерованих студентських робіт)
    - Від № 1, 1948–9, М. 159 до № 20, 1985, М. 322 (це останній із чотирьох творів, що представляють час доби) (також двадцять перший, Quartetto sereno, завершений Пером Норгордом)
- Деякі інші роботи
  - Notturno для духового квінтету, 1940, М. 118
  - Мідні квінтети № 1, 1961–2, М. 212, і № 2, 1978, М. 293
  - Реквієм для Ніцше для тенора, баритона, хору та оркестру, 1963–4, M. 219
  - Симфонічні метаморфози для оркестру — *** Епітафія, 1956, M. 189 (прем'єра симфонічного оркестру BBC)
    - Моноліт, 1960, М. 207
    - Епілог, 1961–2, М. 213
    - Tempo variabile (мінлива погода,) 1971–2, M.254

  - Дві сонати для гітари, ор. 141–2
  - П'ять інтермецці для гітари, ор. 149

Комерційні записи його симфоній Овеном Арвелом Г'юзом все ще доступні, як і записи його струнних квартетів, камерних концертів та деяких інших творів. Його хорову чи духову музику чи його духовий Notturno з 1940 року можна виконувати частіше, ніж його твори для повного чи камерного оркестру.
Існують приватні касети з виконанням музики Гольмбоє; їх створили, серед інших, Микола Малько та Фріц Малер.